# Александру Влахуцэ (село)
Александру Влахуцэ (рум. Alexandru Vlahuță)— село, расположенное в жудеце Васлуй в Румынии. Входит в состав коммуны Александру Влахуцэ.

## География
Село расположено в 251 км к северо-востоку от Бухареста, 24 км к югу от Васлуя, 81 км к югу от Ясс, 115 км к северу от Галаца.

## Население
По данным переписи населения 2002 года в селе проживали 802 человека.

### Национальный состав
| Национальность | Кол-во человек | Процент |
| -------------- | -------------- | ------- |
| Румыны         | 802            | 100 %   |

### Родной язык
| Язык      | Кол-во человек | Процент |
| --------- | -------------- | ------- |
| Румынский | 802            | 100 %   |